# سيباستيان سوفيتش
سيباستيان سوفيتش (بالسلوفينية: Sebastjan Sovič)‏ مواليد 26 فبراير 1976 في سلوفينج غرادتس، يوغوسلافيا، هو لاعب كرة يد سلوفيني سابق لعب كجناح أيسر. يلعب حاليا مع نادي جورينيه فيلينيه لكرة اليد.